# Okręg wyborczy nr 85 do Senatu Rzeczypospolitej Polskiej
Okręg wyborczy nr 85 do Senatu Rzeczypospolitej Polskiej obejmuje obszar powiatów działdowskiego, iławskiego, nowomiejskiego i ostródzkiego (województwo warmińsko-mazurskie). Wybierany jest w nim 1 senator na zasadzie większości względnej.
Utworzony został w 2011 na podstawie Kodeksu wyborczego. Po raz pierwszy zorganizowano w nim wybory 9 października 2011. Wcześniej obszar okręgu nr 85 należał do okręgu nr 33.
Siedzibą okręgowej komisji wyborczej jest Elbląg.

## Reprezentanci okręgu
| Rok  | Rok  | Senator               | Komitet wyborczy                                                           |
| ---- | ---- | --------------------- | -------------------------------------------------------------------------- |
|      | 2011 | Stanisław Gorczyca    | Platforma Obywatelska RP                                                   |
|      | 2015 | Bogusława Orzechowska | Prawo i Sprawiedliwość                                                     |
| 2019 |      | Bogusława Orzechowska | Prawo i Sprawiedliwość                                                     |
|      | 2023 | Gustaw Brzezin        | KKW Trzecia Droga Polska 2050 Szymona Hołowni – Polskie Stronnictwo Ludowe |

## Wyniki wyborów
Symbolem „●” oznaczono senatora ubiegającego się o reelekcję.

### Wybory parlamentarne 2011
| Kandydat                                                                                     | Kandydat             | Komitet wyborczy             | Głosów | Głosów | Głosów |
| Kandydat                                                                                     | Kandydat             | Komitet wyborczy             | Liczba | %      | +/–    |
| -------------------------------------------------------------------------------------------- | -------------------- | ---------------------------- | ------ | ------ | ------ |
|                                                                                              | Stanisław Gorczyca ● | Platforma Obywatelska RP     | 33 627 | 35,70  | –      |
|                                                                                              | Piotr Żuchowski      | Polskie Stronnictwo Ludowe   | 24 121 | 25,61  | –      |
|                                                                                              | Jan Żaryn            | Prawo i Sprawiedliwość       | 18 700 | 19,85  | –      |
|                                                                                              | Jan Nosewicz         | Sojusz Lewicy Demokratycznej | 12 767 | 13,55  | –      |
|                                                                                              | Wincenty Szarmach    | KWW Wincentego Szarmacha     | 4975   | 5,28   | –      |
| Frekwencja: 39,81% Liczba głosów ważnych: 94 190 (96,56%) Źródło: Państwowa Komisja Wyborcza |                      |                              |        |        |        |

*Stanisław Gorczyca reprezentował w Senacie VII kadencji (2007–2011) okręg nr 33.

### Wybory parlamentarne 2015
| Kandydat                                                                                     | Kandydat              | Komitet wyborczy                             | Głosów | Głosów | Głosów |
| Kandydat                                                                                     | Kandydat              | Komitet wyborczy                             | Liczba | %      | +/–    |
| -------------------------------------------------------------------------------------------- | --------------------- | -------------------------------------------- | ------ | ------ | ------ |
|                                                                                              | Bogusława Orzechowska | Prawo i Sprawiedliwość                       | 33 857 | 35,68  | +15,83 |
|                                                                                              | Stanisław Gorczyca ●  | Platforma Obywatelska RP                     | 31 367 | 33,06  | –2,64  |
|                                                                                              | Marcin Woźniak        | KKW Zjednoczona Lewica SLD+TR+PPS+UP+Zieloni | 15 080 | 15,89  | +2,34  |
|                                                                                              | Wojciech Maksymowicz  | KWW Profesor Maksymowicz. Zdrowie w Regionie | 14 589 | 15,37  | –      |
| Frekwencja: 40,30% Liczba głosów ważnych: 94 893 (96,53%) Źródło: Państwowa Komisja Wyborcza |                       |                                              |        |        |        |

### Wybory parlamentarne 2019
| Kandydat                                                                                      | Kandydat                | Komitet wyborczy                           | Głosów | Głosów | Głosów |
| Kandydat                                                                                      | Kandydat                | Komitet wyborczy                           | Liczba | %      | +/–    |
| --------------------------------------------------------------------------------------------- | ----------------------- | ------------------------------------------ | ------ | ------ | ------ |
|                                                                                               | Bogusława Orzechowska ● | Prawo i Sprawiedliwość                     | 51 378 | 41,98  | +6,30  |
|                                                                                               | Stanisław Gorczyca      | KKW Koalicja Obywatelska PO .N iPL Zieloni | 43 947 | 35,90  | +2,84  |
|                                                                                               | Janusz Bielecki         | KWW Koalicja Bezpartyjni i Samorządowcy    | 16 912 | 13,82  | –      |
|                                                                                               | Łukasz Tulwiński        | Konfederacja Wolność i Niepodległość       | 10 162 | 8,30   | –      |
| Frekwencja: 52,41% Liczba głosów ważnych: 122 399 (98,18%) Źródło: Państwowa Komisja Wyborcza |                         |                                            |        |        |        |

### Wybory parlamentarne 2023
| Kandydat                                                                                      | Kandydat                | Komitet wyborczy                                                           | Głosów | Głosów | Głosów |
| Kandydat                                                                                      | Kandydat                | Komitet wyborczy                                                           | Liczba | %      | +/–    |
| --------------------------------------------------------------------------------------------- | ----------------------- | -------------------------------------------------------------------------- | ------ | ------ | ------ |
|                                                                                               | Gustaw Brzezin          | KKW Trzecia Droga Polska 2050 Szymona Hołowni – Polskie Stronnictwo Ludowe | 73 391 | 49,06  | –      |
|                                                                                               | Bogusława Orzechowska ● | Prawo i Sprawiedliwość                                                     | 52 770 | 35,28  | –6,70  |
|                                                                                               | Michał Fiałkowski       | Konfederacja Wolność i Niepodległość                                       | 12 055 | 8,06   | –0,24  |
|                                                                                               | Paweł Dulski            | Bezpartyjni Samorządowcy                                                   | 7322   | 4,89   | –8,93  |
|                                                                                               | Tomasz Dąbrowski        | Wolnościowcy                                                               | 4053   | 2,71   | –      |
| Frekwencja: 67,67% Liczba głosów ważnych: 149 591 (98,11%) Źródło: Państwowa Komisja Wyborcza |                         |                                                                            |        |        |        |